# Parapontella brevicornis
Parapontella brevicornis är en kräftdjursart som först beskrevs av Lubbock 1857.  Parapontella brevicornis ingår i släktet Parapontella och familjen Parapontellidae. Inga underarter finns listade i Catalogue of Life.